# Amusement Press
Amusement Press, Inc. (アミューズメントつうしんしゃ、?) è una casa editrice giapponese.
Venne fondata nel 1973 e l'anno successivo fu lanciata la rivista Game Machine. La sede principale era a Kita-ku, Osaka, ma si trasferì a Nishinomiya, Hyogo nel giugno 2002 a causa della sospensione della pubblicazione di Game Machine (in forma cartacea). Dal 2021 le notizie vennero distribuite due volte al mese sul sito omonimo .
Nel settembre 2005, pubblicò un grande libro di 530 pagine sulla storia dei videogiochi per computer, それは「ポン」から始まった (Masumi Akagi, ISBN 4-9902512-0-2 ).
Nell'ottobre 2006 uscì アーケードTVゲームリスト 国内・海外編（1971-2005 (a cura di Akagi, ISBN 978-4990251215 ).
Dal 1 giugno 2019, uscì la pagina Game Machine Archive, in cui è possibile sfogliare gratuitamente i numeri arretrati di Game Machine del 1974 in PDF .